# Zdeněk Bažant (Ingenieurwissenschaftler)

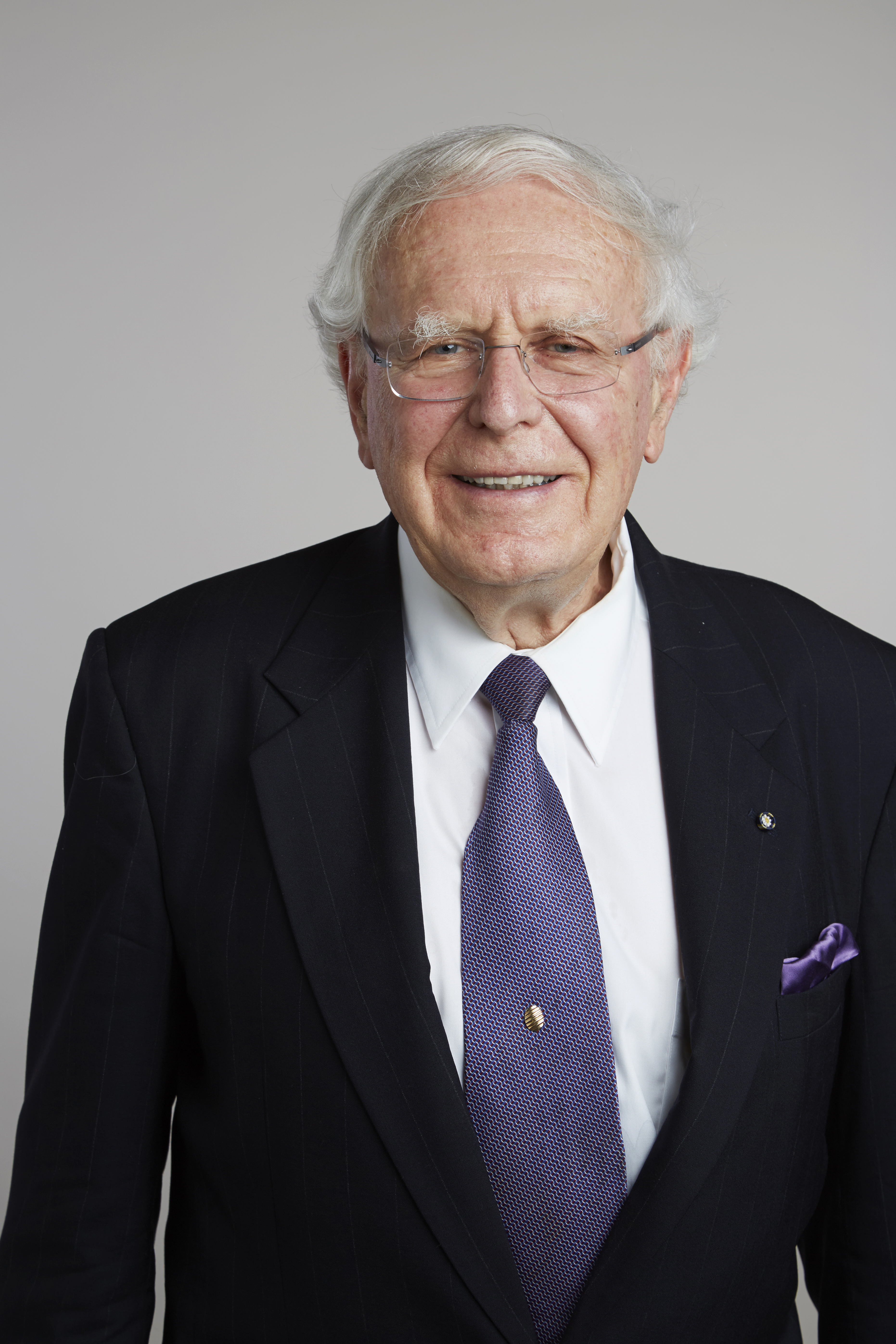
Zdeněk Bažant (2015)

Zdeněk Pavel Bažant (* 10. Dezember 1937 in Prag) ist ein tschechisch-US-amerikanischer Ingenieurwissenschaftler.

## Leben
Bažant ist der Sohn des gleichnamigen Grundbau-Ingenieurs Zdeněk Bažant (1908–2001, Zdeněk J. Bažant), und Enkel des Bauingenieurs Zdeněk Bažant (1879–1954). Er gewann 1955 die Mathematik-Olympiade und studierte dann Bauingenieurwesen an der Tschechischen Technischen Universität (CVUT) mit dem Diplom-Abschluss 1960. Drei Jahre später wurde er 1963 an der Tschechoslowakischen Akademie der Wissenschaften promoviert, während er gleichzeitig für eine staatliche Gesellschaft als Brückenbauingenieur arbeitete. In seiner Dissertation behandelte er das Kriechen von Beton. 1966 erwarb er außerdem ein Diplom in theoretischer Physik und 1967 habilitierte er sich an der CVUT. Ab 1966 war er zu einem Auslandsaufenthalt an der University of Toronto und der University of California, Berkeley; nach der sowjetischen Invasion in der Tschechoslowakei blieb er ganz in den Vereinigten Staaten. 1969 wurde er Associate Professor an der Northwestern University und 1973 Professor für Bauingenieurwesen an dieser Universität (McCormick School Professor and Walter P. Murphy Professor of Civil Engineering and Materials Science). Seit 1971 ist er als Structural Engineer in Illinois registriert.
Er veröffentlichte über 450 wissenschaftliche Arbeiten. Bekannt ist er für Arbeiten über Mechanik von Brüchen und Kriechen, Skalierungsverhalten und Anwendungen der Wahrscheinlichkeitstheorie in der Mechanik sowie Nanomechanik. Er untersuchte auch den Einsturz des World Trade Center.
Neben Tschechisch und Englisch spricht er Russisch, Deutsch und Französisch.

## Auszeichnungen
1996 wurde er in die National Academy of Engineering aufgenommen und 2002 in die National Academy of Sciences. Er ist Mitglied der American Academy of Arts and Sciences (2008), der Europäischen Akademie der Wissenschaften und Künste (2008), der American Association for the Advancement of Science und der Österreichischen Akademie der Wissenschaften. 2014 wurde er als auswärtiges Mitglied in die Academia Europaea gewählt, 2015 als auswärtiges Mitglied in die Royal Society, 2024 als Mitglied der Royal Society of Canada.
2009 erhielt er die Timoschenko-Medaille, 2005 die Von-Karman-Medaille, 2015 die Raymond D. Mindlin Medal und 2016 das Österreichische Ehrenkreuz für Wissenschaft und Kunst I. Klasse
. Außerdem erhielt er die Nadai Medal und Worcester-Reed-Warner Medal der ASME, die Nathan M. Newmark Medal, Maurice A. Biot Medal und J. James R. Croes Medal der ASCE und die William Prager Medal. Bažant ist siebenfacher Ehrendoktor (TU Prag, Universität Karlsruhe, Technische Universität Wien (2005), Ohio State University, University of Colorado in Boulder, INSA Lyon, Polytechnikum Mailand).

## Schriften
- Scaling of Structural Strength, 2. Auflage, Elsevier 2005
- mit M. Jirasek Inelastic analysis of structures, Wiley 2002
- mit J. Planas Fracture and size effects in concrete and other quasibrittle materials, CRC Press 1998
- mit M. F. Kaplan Concrete at high temperatures: material properties and mathematical models, Addison-Wesley 1996, 2. Auflage Pearson 2002
- mit L. Cedolin Stability of structures: elastic, inelastic, fracture and damage theories, Oxford University Press 1991, Dover Publications 2003, 3. Auflage World Scientific 2010
- Kriechen von Beton in der statischen Analyse (tschechisch), Prag 1966